# Pandeireteiras
Las pandeireteiras, o cantareiras, son una agrupación musical femenina, propia de la música tradicional gallega, que emplea las panderetas como principal acompañamiento instrumental.

## Origen

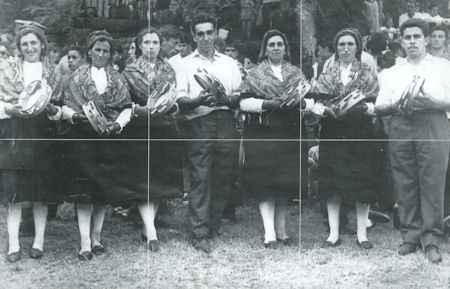
Pandeireteiras de Buxán

Las formaciones de pandeireteiras tienen su origen en el trabajo de ayuda mutua realizado en la sociedad agraria antes del siglo XIX. Al finalizar estos trabajos colectivos de invierno: hilado, espadelada, esfolladas, etc, era costumbre tener una celebración con música y baile. Aunque en ocasiones podía venir algún gaitero o acordeonista, muchas veces eran las mujeres las que ponían la música para el baile utilizando los instrumentos de percusión a su disposición: triángulos, latas, sellas, conchas y, sobre todo, panderetas, panderos y pandeiras.
En estas fiestas de las aldeas nunca eran más de tres o cuatro las cantantes, que iban tocando y cantando por turnos, de manera que todas pudieran participar del baile. Las piezas tenían un orden preestablecido, primero los bailes sueltos: jotas y muiñeiras, y después los agarrados, con un repertorio actualizado con las músicas de moda: pasodobles, polcas, mazurcas, etc, adaptadas e incorporadas así a la tradición gallega.
Cuando a finales del siglo XIX, los coros gallegos empezaron una labor de compilación y puesta en valor de estas músicas populares, se fijó la imagen del gaitero acompañado de tambor como representación icónica del folclore tradicional, ignorando a las cantantes femeninas. Esto vino motivado por el hecho de ser el del gaitero un oficio reconocible, ejercido en el espacio público: fiestas, romerías, procesiones, etc, en tanto que las pandeireteiras tocaban en la casa, en el espacio personal, como una más de las labores propias de las mujeres rurales.
La guerra civil española y los cambios sociales de la posguerra, especialmente la emigración de jóvenes, supusieron una ruptura en la cadena de transmisión del patrimonio oral. Las celebraciones tradicionales (seráns, foliadas, ruada, polavilas, etc.), fueron languideciendo hasta casi desaparecer y con ellas la música de las pandeireteiras.
Cuando en la década de 70 del siglo XX, una nueva generación retomó los trabajos de recopilación, encontró aún conservado por las ancianas de las aldeas toda esta riqueza cultural. A pesar de existir también algunos cantadores, históricamente fueron ellas las verdaderas transmisoras (y creadoras) de la tradición lírica gallega moderna. Así puede ser constatado en la revisión de los trabajos de campo, por ejemplo en el más importante de ellos, el Cancioneiro popular gallego de la musicóloga suiza Dorothé Schubarth, donde las informantes femeninas son mayoría.

## Recuperación

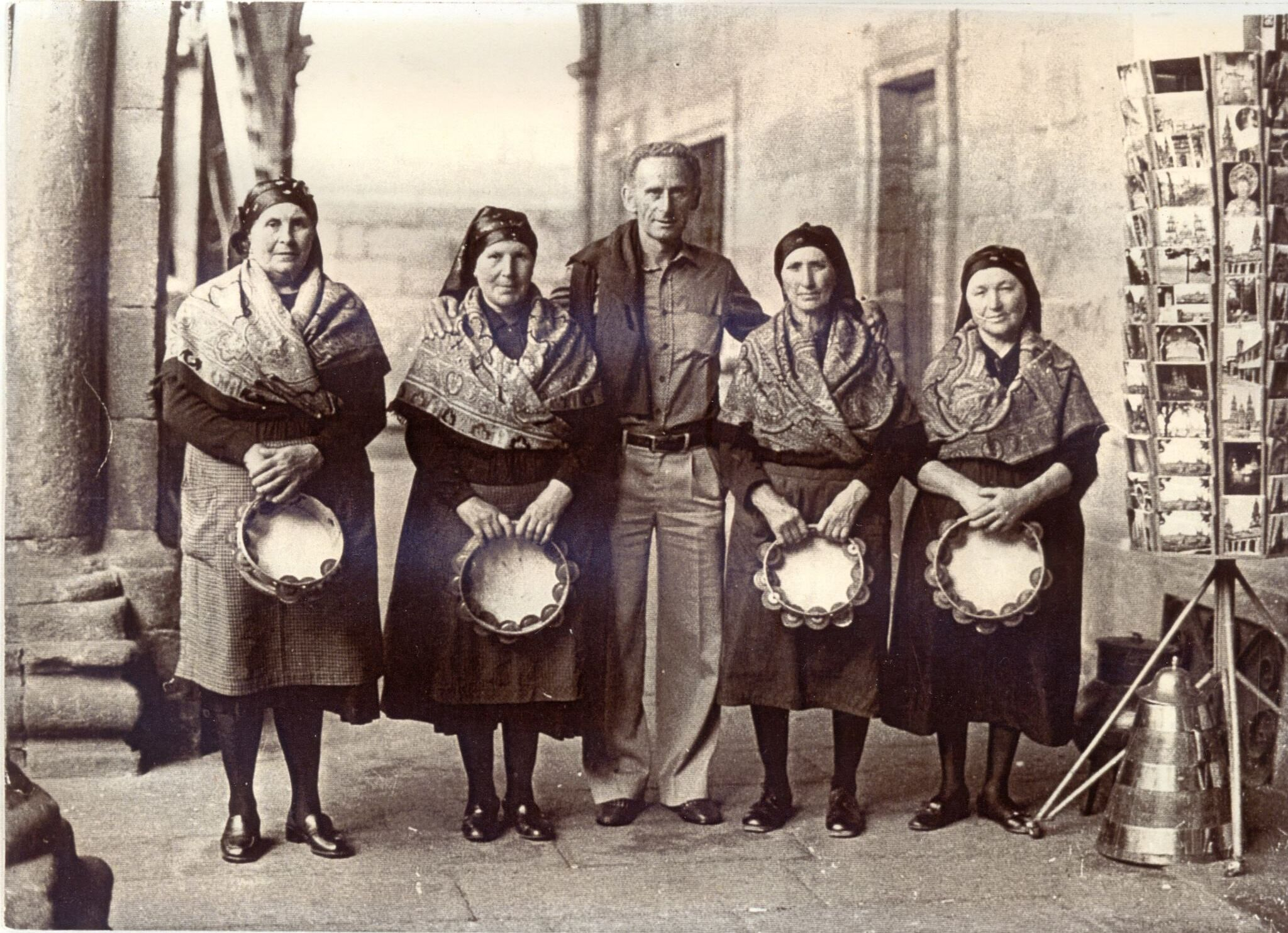
Pandeireteiras de Mens

Las primeras pandeireteiras en subir a un escenario como conjunto musical fueron las pandeireteiras de Buxán, del ayuntamiento de Rois. En el año 1963, en un tiempo en el que en las romerías sólo actuaban agrupaciones de gaiteros, el grupo fue formado ex profeso para cantar en la popular romería del Santiaguíño de Padrón, donde actuaron durante 15 años consecutivos. Era un grupo mixto, 2 hombres y 5 o 6 mujeres, y fue el primero en cobrar por sus actuaciones, algo insólito pues las pandeireteiras no cobraban y sólo tocaban en las fiestas improvisadas. El éxito del conjunto fue fulgurante, creando una segunda formación con el mismo nombre, y siendo llamadas para tocar también en las aldeas vecinas.
Ya en los años 70 el folclorista Manuel Cajaraville entró en contacto con las pandeireteiras de la villa de Mens, en Malpica. Las incorporó al espectáculo de la coruñesa agrupación folclórica Aturuxo, de la que era director, realizando con ellas una serie de conciertos por Europa y América. Las pandeireteiras de Mens subieron posteriormente al escenario con Milladoiro, con los que hicieron la gira del décimo aniversario del grupo.
En los años 80, las formaciones de pandeireteiras se extendieron por toda Galicia. La primera agrupación folclórica en incorporarlas fue la coruñesa Xacarandaina, de la mano de Mercedes Peón. Y siguiendo su ejemplo muchas otras, como Cantigas y Cariños de Compostela, cuyas pandeireteiras participaron en el disco Galicia en el país de las maravillas de Milladoiro en el 1986. Aparecieron más adelante formaciones independientes como las pioneras Leilia, Xiradela o Faltriqueira. Existen multitud de grupos de pandeireteiras por toda la geografía gallega, creándose también agrupaciones mixtas cómo Pandereteras sin Fronteiros o exclusivamente masculinas como Pandeiromus o Maghúa. Posteriormente,  el grupo de pandeireteiras Tanxugueiras, creado en el año 2017, llevó su trabajo basado en el género de la música tradicional gallega hacia una sonoridad moderna y reivindicativa sobre la música creada e interpretada por las mujeres.